# مجتبی ملکی (دادستان)
مجتبی ملکی قائم مقام رئیس کل دادگستری استان خراسان رضوی است. او پیشتر دادستان پیشین عمومی و انقلاب استان کرمانشاه بود.  

## تحریم اتحادیه اروپا
اتحادیه اروپا طی تصمیم مورخ ۱۸ مهر ۱۳۹۰ (۱۰ اکتبر ۲۰۱۱)، ۲۹ مقام ایرانی از جمله مجتبی ملکی را به دلیل نقشی که در نقض گسترده و شدید حقوق شهروندان ایرانی داشته‌اند، از ورود به کشورهای این اتحادیه محروم کرد. کلیه دارایی‌های این مقامات نیز در اروپا توقیف خواهد شد.

### موارد نقض حقوق بشر
بر اساس بیانیه اتحادیه اروپا، مجتبی ملکی، دادستان عمومی و انقلاب کرمانشاه، مسئول افزایش تعداد اعدام‌ها مانند به دار آویختن ۷ نفر در یک روز در تاریخ ۱۳ دی ۱۳۸۸(۳ ژانویه ۲۰۱۰) در زندان مرکزی کرمانشاه است. در واقع مجتبی ملکی مسئول اصلی افزایش مجازات‌های مرگ است.
از زمان تصدی مجتبی ملکی بر دادستانی استان کرمانشاه، مجازات اعدام افزایش چشمگیری داشته‌است. بخشی از این اعدامها نیز در ملأ عام اجرا گردیده است. آذر ماه ۱۳۹۰، مجتبی ملکی در خلال برگزاری مراسم اعدام ۲ نفر در کرمانشاه، اعدام را عاملی ا برای عبرت گرفتن کسانی که دست به چنین اعمالی می‌زنند توصیف کرد و افزود: «صبح امروز نیز در زندان مرکزی کرمانشاه ۶ نفراز قاچاقچیان به دار کشیده شدند.» افزایش مجازات اعدام و اجرای آن در ملأ عام، همواره مورد اعتراض فعالان و مدافعان حقوق بشر بوده‌است.
مجتبی ملکی ۲۵ آبان ۱۳۹۳ خبر فوت بابک قربانی قهرمان کشتی فرنگی محکوم به اعدام را در زندان دیزل آباد کرمانشاه تأیید کرد. تهیه تعداد زیادی «قرص برنج» در زندان، با توجه به حضور قاضی ناظر زندان که تحت امر دادستانی است و وظیفه وی نظارت بر سلامتی زندانیان است، نشان از سهل انگاری مجتبی ملکی در مدیریت دستگاه تحت امرش می‌باشد. وی پیرامون این ماجرا گفت: «گویا قربانی چند روز پیش با یکی از دوستانش در زندان کرمانشاه قرار می‌گذارد که با هم خودکشی کرده و به زندگی شان پایان دهند که دوستش دو روز پیش در زندان خودکشی کرد و وی نیز صبح امروز اقدام به خودکشی کرد.» مجتبی ملکی علت مرگ بابک قربانی را مصرف بیش از حد قرص‌های مسموم‌کننده اعلام کرد.
ملکی در آبان ماه ۱۳۹۵، توسط صادق آملی لاریجانی به قائم مقامی ریاست کل دادگستری خراسان رضوی منصوب گردید.